# Amtsgericht Elsterberg
Das Amtsgericht Elsterberg war von 1879 bis 1943/1946 ein Gericht der ordentlichen Gerichtsbarkeit und eines von zwölf Amtsgerichten im Sprengel des Landgerichtes Plauen mit Sitz in Elsterberg.

## Geschichte
Von 1856 bis 1879 bestand in Elsterberg das Gerichtsamt Elsterberg als erstinstanzliches Gericht. Mit den Reichsjustizgesetzen wurde das Gerichtsamt Elsterberg aufgelöst und das Amtsgericht Elsterberg als Nachfolger des Gerichtsamtes eingerichtet. Der Amtsgerichtsbezirk umfasste anfangs 7604 Einwohner. Das Gericht hatte damals eine Richterstelle und war damals das kleinste Amtsgericht im Landgerichtsbezirk. Der Amtsgerichtsbezirk bestand aus Elsterberg mit Görschnitzberg, Gippe und Franzmühle, Brockau, Christgrün, Coschütz, Cunsdorf bei Elsterberg, Feldwiese, Görschnitz (Sächs. Anteils), Jocketa, Kleingera, Liebau mit Neubau und Rentzschmühlenhäuser (anteilig), Losa, Noßwitz, Pansdorf, Pfannenstiel, Reimersgrün, Reuth bei Elsterberg, Rückisch, Ruppertsgrün bei Elsterberg mit Kleinchristgrün, Rentzschmühlenhäusern (anteilig) und Ziegelhäusern, Sachswitz (Sächs. Anteils), Scholas, Steinsdorf, Thürnhof, Tremnitz, Trieb bei Elsterberg und Wipplas.
Ab Juni 1943 übernahm das Amtsgericht Plauen die Geschäftstätigkeit für das Amtsgericht Elsterberg. Das Amtsgericht Elsterberg wurde am 10. April 1946 endgültig aufgehoben.